# Museo de Arte de Georgia
El Museo de Arte de Georgia (AMG) (en georgiano: საქართველოს ხელოვნების მუზეუმი, sak'art'velos khelovnebis muzeumi ), también conocido como Museo de Bellas Artes Shalva Amiranashvili, es uno de los principales museos de Georgia. Posee alrededor de 140,000 artículos de arte georgiano, oriental, ruso y otras artes europeas. 

## Historia
El 1 de febrero de 1920 se inauguró un predecesor del museo actual, la Galería Nacional de Arte, a través de los esfuerzos de jóvenes artistas georgianos educados en Occidente en Tiflis. De ahí surgió el Museo Central de Bellas Artes, inaugurado en agosto de 1923. A fines de 1932, el museo fue reubicado en el centro de la ciudad vieja en el sitio de la iglesia Metekhi del siglo XIII. 

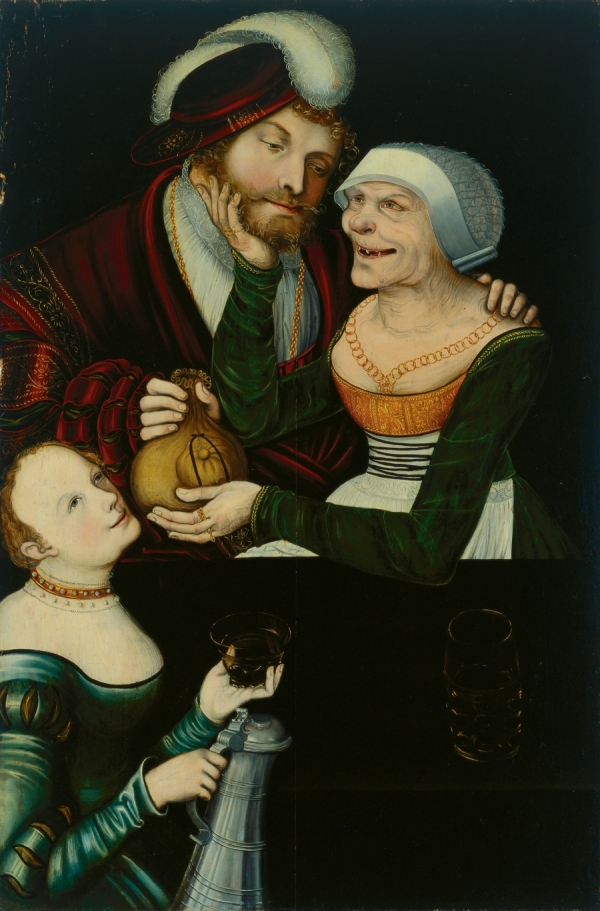
La pareja desigual, una pintura del siglo XVI de Lucas Cranach el Viejo, fue robada y permaneció desaparecida durante una década hasta 2004, cuando fue devuelta al Museo de Arte de Georgia.

En 1945, después de un acuerdo especial entre los gobiernos soviético y francés, numerosas obras de arte que constituyen el Tesoro Nacional de Georgia (manuscritos, metalurgia, joyería, pinturas) y fueron evacuadas por el gobierno de Georgia en el exilio tras la invasión del Ejército Rojo de 1921, fueron devueltos a Tbilisi y añadidos a la colección del museo. 
El museo se conoció oficialmente como el Museo de Arte de Georgia en 1950, el mismo año en que se mudó al edificio que ahora ocupa. Construido en 1838 en estilo neoclásico, el edificio albergaba un seminario teológico en el período imperial ruso. 
El museo se colocó, a fines de 2004, bajo la administración conjunta con varios otros museos, formando el Museo Nacional de Georgia. 

## Colecciones
Las amplias habitaciones del edificio del museo albergan la colección permanente, que consta de secciones de arte georgiano, oriental, ruso y europeo. 